# Kjell Nilsson (cyklist)
Rolf Kjell Rickard Nilsson, född den 4 april 1962 i Örebro är en svensk före detta tävlingscyklist som var professionell i tre år, 1986 till 1988. 
Han vann linjeloppet och, tillsammans med Stefan Brykt och Magnus Knutsson, både lagtävlingen i individuellt tempolopp och lagtempot för Örebrocyklisterna vid Svenska Mästerskapen 1984.
Vid OS i Los Angeles 1984 kom han på trettionde plats i linjeloppet. 
Som amatör vann han elfte etappen i Tour of Britain ("Milk Race") 1983 och slutade trea totalt året därpå. Han tog även en andraplats totalt i Giro della Valle d'Aosta 1985 och en tredjeplats totalt i Norge runt 1983.
Som professionell var hans främsta meriter en andraplats i Tre Valli Varesine 1987 och en sjätteplats i Coppa Bernocchi 1986.